# السلف (حبيش)

تعديل مصدري - تعديل

السلف هي إحدى قرى عزلة بني معين بمديرية حبيش التابعة لمحافظة إب، بلغ تعداد سكانها 308 نسمة حسب تعداد اليمن لعام 2004.